# Dia Mundial de la Seguretat i Salut al Treball
El Dia Mundial de la Seguretat i Salut al Treball és un dia internacional que se celebra cada any el 28 d'abril per tal de fomentar la seguretat i salut laboral.
La celebració del 'Dia mundial de la seguretat i salut laboral' és una oportunitat per a destacar el caràcter prevenible de la majoria d'accidents i les malalties laborals, i per a promoure campanyes i organitzacions sindicals en la lluita per la millora de la seguretat laboral.
L'any 2003 l'Organització Internacional del Treball (OIT) començà a celebrar el 'Dia mundial de la seguretat i salut al treball'. L'origen d'aquest dia es troba en l'any 1989, quan l'AFL-CIO va declarar el 28 d'abril "Dia de la memòria dels treballadors" per honrar els centenars de milers de persones treballadores assassinades i ferides a la feina cada any. El 28 d'abril és l'aniversari de la data en què va entrar en vigor la Llei de seguretat i salut laboral de 1970 i quan es va constituir l'Administració de seguretat i salut laboral (28 d'abril de 1971). Anteriorment, l'any 1984, la Unió Canadenca d'Empleats Públics (CUPE) va establir un dia de dol. El Congrés del Treball del Canadà va declarar un dia anual de record l'any 1985 el 28 d'abril, que és l'aniversari d'una Llei integral de compensació dels treballadors (consulteu l'entrada Junta de seguretat i assegurances en el lloc de treball), aprovada el 1914. El 1991, el parlament canadenc va aprovar una Llei que respecta un dia nacional de dol per a les persones mortes o ferides en el lloc de treball, fent del 28 d'abril un dia de dol oficial dels treballadors.